# Ланёввиль-деррьер-Фуг
Ланёвви́ль-деррье́р-Фуг (фр. Laneuveville-derrière-Foug) — коммуна во французском департаменте Мёрт и Мозель региона Лотарингия. Относится к  кантону Туль-Нор.	

## География
Ланёввиль-деррьер-Фуг расположен в 55 км к югу от Меца и в 28 км к западу от Нанси. Соседние коммуны: Ланье и Люсе на северо-востоке, Брюле на востоке, Панье-деррьер-Барин и Экрув на юго-востоке, Фуг и Ле-Сен-Реми на юго-западе, Тронд на северо-западе.

## История
- На территории коммуны находятся следы галло-романского периода.

## Демография
Население коммуны на 2010 год составляло 136 человек.
| 1962 | 1968 | 1975 | 1982 | 1990 | 1999 | 2010 |
| ---- | ---- | ---- | ---- | ---- | ---- | ---- |
| 127  | 111  | 108  | 116  | 147  | 142  | 136  |

## Достопримечательности
- Церковь 1825 года.